# Gnus
 (septembre 2012).
 (juillet 2015).
Gnus est un client de messagerie et un lecteur de nouvelles intégré à l'éditeur de texte GNU Emacs. Dans la tradition du nom du projet GNU, le nom « Gnus » est un acronyme récursif signifiant en anglais « Gnus Network User Services », littéralement : « services utilisateur réseau Gnus ».
Sur sa page web, Gnus se définit comme un logiciel de messagerie flexible, permettant la lecture et la composition des e-mails et des nouvelles. Il dit avoir pour but de proposer à l'utilisateur une interface efficace et extensible pour manipuler de grand volumes de messages, sans distinction de leur format ou de leur provenance. Il se dit également être compatible avec le standard MIME et supporter les mêmes codages de caractères supportés par GNU Emacs.
C'est un logiciel libre distribué selon les termes de la licence GNU GPL.